# El palau encantat
 El palau encantat (títol original en anglès: The Haunted Palace) és una pel·lícula fantàstica estatunidenca de Roger Corman, estrenada el 1963 i inspirada en novel·les d'Edgar Allan Poe i H. P. Lovecraft. Ha estat doblada al català.

## Argument[2]
El 1765, a Arkham, Joseph Curwen és cremat per a bruixeria. Un segle més tard, l'arribada d'un dels seus descendents, Charles Dexter Ward, inquieta els habitants d'Arkham...

## Repartiment
- Vincent Price: Charles Dexter Ward / Joseph Curwen
- Debra Paget: Ann Ward
- Frank Maxwell: Ian Willet / Dr. Willet
- Lon Chaney Jr.: Simon Orne
- Leo Gordon: Edgar Weeden/Ezra Weeden
- Elisha Cook Jr.: Gideon Smith / Micah Smith
- John Dierkes: Benjamin West / Mr. West
- Cathie Merchant: Hester Tillinghast
- Milton Parsons: Jabez Hutchinson
- Bruno VeSota: Bruno el barman
- Darlene Lucht: una víctima
- Guy Wilkerson: Gideon Leach / Mr. Leach
- I. Stanford Jolley: Carmody
- Barboura Morris: Mrs. Weeden
- Harry Ellerbe: un capellà

## Al voltant de la pel·lícula
- L'Assumpte Charles Dexter Ward és una novel·la de H. P. Lovecraft, que Corman havia desitjat allunyar-la de l'univers d'Edgar Allan Poe. La productora American International Pictures tanmateix no va prendre riscos i va utilitzar, contra l'opinió de Corman, el títol d'un poema de Poe, The Haunted Palace, per tal quedar en la línia dels recents èxits del director. Aquest poema no és citat més que dues vegades en el transcurs de la pel·lícula: una primera vegada després de la mort de Curwen, després al final.[3]
- Arkham és una ciutat imaginària de Massachusetts en la qual es desenvolupen nombroses notícies de Lovecraft. Serveix sobretot de marc per a la novel·la El Color caigut del cel publicada el 1927.[4]
- Sempre, en l'univers de Lovecraft, Joseph Curwen utilitza el Necronomicon per portar a la vida la seva companya Hester, però també per permetre als Grans Antics com Cthulhu o Yog-Sothoth obrir una porta al nostre món.